# Zidovudin
Zidovudin (mednarodno nelastniško ime, včasih okrajšano kot ZDV) ali azidotimidin (okrajšano AZT) je nukleozidni zaviralec reverzne transkriptaze, vrsta protiretrovirusnega zdravila, ki se uporablja za zdravljenje okužbe z virusom HIV. Je kemijski analog timidina.
Zidovudin (pod tržnima imenoma Retrovir in Retrovis) je bilo prvo zdravilo, ki je bilo odobreno za zdravljenje okužbe s HIV-om. Pomenil je veliko spremembo v zdravljenju te okužbe ter v 90-ih letih pomagal pri premagovanju prepričanja, da pomenita HIV in aids smrtno obsodbo. Močno zavre razmnoževanje virusa v organizmu, vendar okužbe ne pozdravi popolnoma in s tem lahko čez čas virus postane odporen proti zdravilu, zato se AZT običajno uporablja skupaj z drugimi protivirusnimi zdravili. AZT je tudi sestavina večkomponentnih zdravil, npr. Combivirja in Trizivirja. Svetovna zdravstvena organizacija ga je uvrstila na svoj seznam osnovnih zdravil, torej zdravil, potrebnih za doseganje minimalne oskrbe zdravstvenega sistema.

## Zgodovina

### Razvoj
V 50-ih letih je na pomenu pridobivala domneva, da je večina vrst rakavih obolenj posledica okužbe z retrovirusi. Že dlje časa je bilo znano, da večino vrst raka pri ptičih povzročijo retrovirusi, vendar pa zdravila proti retrovirusom niso bila poznana. S tem se je začelo pospešeno iskanje zdravil, ki bi bila učinkovita proti retrovirusom in ki naj bi prinesla splošno uporabno zdravilo zoper raka.
Leta 1964 je Jerome Horwitz s podporo ameriškega Nacionalnega inštituta za zdravje prvi sintetiziral zidovudin. Ker pa se je na miših izkazalo, da ni učinkovit proti tumorjem, so nadaljnji razvoj odložili. Leta 1974 je Wolfram Ostertag z nemškega Inštituta Maxa Plancka na celični kulturi dokazal, da je AZT učinkovit proti Friendovem virusu levkemije, retrovirusu, ki povzroča levkemijo pri miših in podganah.
Načrt o razvoju splošnega zdravila proti raku je propadel in danes velja ocena, da virusi povzročijo le 10 do 20 % vseh rakov pri ljudeh. Vendar pa so raziskave s tega obdobja močno doprinesle k poznavanju raka ter hitremu razvoju protiretrovirusnih zdravil, ki so svojo uporabnost našla šele kasneje. Ameriški Urad za prehrano in zdravila je odobril zidovudin v ZDA 20. marca 1987.

### HIV
Leta 1984, kmalu po potrditvi, da je povzročitelj aidsa virus HIV, je farmacevtsko podjetje Burroughs-Wellcome Company (sedaj GlaxoSmithKline) začelo z raziskavami na spojinah, ki bi bile učinkovite pri tej bolezni. Osredotočili so se na encim reverzno transkriptazo, ki retrovirusom omogoča podvojevanje. Znanstveniki pri podjetju Burroughs-Wellcome so začeli z identificiranjem in sintetiziranjem spojin in razvili so presejalni test za ugotavljanje aktivnosti spojin proti murinim (mišjim) retrovirusom (niso pa delali raziskav neposredno na virusu HIV). Spojina, ki so jo imenovali "BW A509U" (šlo je za zidovudin), se je izkazala za zelo aktivno. Istočasno so začeli z iskanjem zdravljenja za HIV/aids tudi na ameriškem Nacionalnem inštitutu za raka (National Cancer Institute, NCI) in obe ustanovi sta se nato odločili sodelovati. Februarja 1985 so znanstveniki pri NCI ugotovili, da je spojina BW A509U in vitro močno aktivna tudi proti virusu HIV. Čez tri mesece so NCI, podjetje Burroughs-Wellcome ter Univerza Duke pričeli s prvo fazo kliničnega preskušanja zidovudina. Rezultati so pokazali, da bi se zidovudin lahko varno uporabljal pri bolnikih, okuženih s HIV-om, in da bi lahko v njihovi krvi povečal število celic CD4.
S placebom nadzorovano, randomizirano raziskavo je nato izvedlo podjetje Burroughs-Wellcome. Izkazalo se je, da lahko zidovudin podaljša življenje bolnikom z aidsom. Podjetje je učinkovino patentiralo še leta 1985. Urad za prehrano in zdravila je zidovudinu  po pospešenem postopku odobril dovoljenje za promet 20. marca 1987, in sicer za zdravljenje okužbe s HIV-om, aidsa ter t. i. z aidom povezanega kompleksa (danes opuščen izraz za skupek simptomov pred samim izbruhom aidsa). Obdobje, ki je minilo med laboratorijskim dokazom, da je zdravilo učinkovito proti virusu HIV in odobritvijo dovoljenja za promet, je znašalo le 25 mesecev in je bilo eno najkrajših pri razvoju zdravila v bližnji zgodovini.
Leta 1990 je zidovudin pridobil tudi dovoljenje za uporabo v preventivnem zdravljenju.  
Sprva se je zidovudin uporabljal v višjih odmerkih od današnjih (tipičen odmerek je bil 400 mg vsake 4 ure, tudi ponoči). Vendar takrat ni bilo poznanih drugih zdravil in so bile koristi zdravljenja večje od tveganj zaradi škodljivih učinkov, zlasti slabokrvnosti.
Dandanes se uporabljajo nižji odmerki (npr. 300 mg dvakrat dnevno), vendar praviloma kot del visokoaktivnega protiretrovirusnega zdravljenja (angl. highly active antiretroviral therapy = HAART). AZT se daje sočasno z drugimi zdravili, da se zmanjša verjetnost nastanka mutacij, ki vodijo do odpornosti virusa proti zdravilom.

## Neželeni učinki
Kronično zdravljenje z visokimi odmerki zidovudina se povezuje z znatnimi neželenimi učinki, vključno s slabokrvnostjo (anemijo), nevtropenijo, hepatotoksičnostjo, kardiomiopatijo in miopatijo. Poškodbe celic srčne mišice so po prekinitvi zdravljenja povratne; možni vzroki so delovanje na mitohondrijsko DNK, občutljivost γ-DNK polimeraze v celičnih mitohondrijih na zidovudin, izčrpavanje zalog timidin trifosfata, oksidativni stres, redukcija znotrajceličnega L-karnitina in apoptoza celic srčne mišičnine. Slabokrvnost, povzročena z zidovudinom, se lahko zdravi z uporabo eritropoetina, ki spodbudi proizvodnjo rdečih krvničk.  Zdravila, ki zavirajo glukuronidacijo v jetrih (npr. indometacin, acetilsalicilna kislina, trimetoprim) upočasnijo izločanje zidovudina in povečajo njegovo toksičnost. Manj hudi neželeni učinki vključujejo siljenje na bruhanje in bruhanje, glavobol, spremenjeno porazdelitev telesnega maščevja, motnje spanja in neješčnost. Redkejši, a potencialno hudi neželeni učinki so razbarvanje nohtov, motnje razpoloženja, mravljičenje ali odrevenelost dlani ali stopal, nenormalno nastajanje modric in krvavitve ter krči. Hude preobčutljivostne reakcije so redke.